# 井浦芳信
井浦 芳信（いのうら よしのぶ、1914年12月8日 - 1994年）は、日本の国文学者・演劇研究者。専門は、日本近世文学・近世演劇。中世に興った地方芸能の調査研究も行った。

## 経歴・人物
福岡市地行西町（現・地行）にある浄土真宗本願寺派浄満寺の住職井浦領順の二男として生まれる。1932年福岡県中学修猷館、1935年旧制福岡高等学校文科甲類、1938年東京帝国大学文学部国文学科卒業、同大学大学院に進学し、1939年3月、同大学文学部副手となり国文学研究室に勤務する。
1945年10月旧制弘前高等学校教授となり、1950年3月同校が弘前大学となると、同大学文理学部の教授に就任。1953年8月から1959年4月まで同大学評議員も務めた。
1959年4月東京大学教養学部助教授となり、1962年2月同大学文学博士の学位を得る。1964年2月同大学教養学部教授に就任、1966年4月から大学院人文科学研究科の国語国文学専攻も担当する。1975年4月東京大学を停年退官。同年4月、千葉大学人文学部教授に就任、1980年4月停年退官。1980年、昭和女子大学教授に就任、1994年退職し名誉教授の称号を授与される。
1990年勲三等旭日中綬章。

## 著書
- 『日本演劇史』（至文堂、1963年）
- 『A history of Japanese theater.1(Noh and Kyogen)』（国際文化振興会（現・国際交流基金）、1971年）